# Schizogeny
«Schizogeny» es el noveno episodio de la quinta temporada de la serie de televisión de ciencia ficción The X-Files. Se estrenó en la cadena Fox el 11 de enero de 1998. Fue escrito por Jessica Scott y Mike Wollaeger, dirigido por Ralph Hemecker y contó con apariciones especiales de Bob Dawson, Myles Ferguson, Katharine Isabelle, Chad Lindberg y Sarah-Jane Redmond. El episodio es una historia del «monstruo de la semana», desconectada de la amplia mitología de la serie. «Schizogeny» obtuvo una calificación Nielsen de 12,9 y fue visto por 21,37 millones de personas en su transmisión inicial. El episodio recibió críticas mixtas a negativas, y varios críticos lo llamaron el peor episodio de The X-Files.
El programa se centra en los agentes especiales del FBI Fox Mulder (David Duchovny) y Dana Scully (Gillian Anderson) que trabajan en casos relacionados con lo paranormal, llamados expedientes X. Mulder cree en lo paranormal, mientras que la escéptica Scully ha sido asignada para desacreditar su trabajo. En este episodio, Mulder y Scully se convencen de que un mal mayor puede estar al acecho en la comunidad cuando se sospecha que un adolescente asesinó a su padrastro.
«Schizogeny», escrito por los escritores de primer año Scott y Wollaeger, se hizo conocido con humor como «The Killer Tree Episode» (El episodio del árbol asesino) entre el elenco y el equipo. Muchas de las escenas filmadas para «Schizogeny» se filmaron en un huerto real llamado Hazelgrove Farms cerca de la pequeña ciudad de Fort Langley, Columbia Británica. El episodio utilizó varias técnicas de posproducción para aclarar problemas vocales y censurar una línea, con la que el departamento de estándares y prácticas de Fox tuvo problemas.

## Argumento
En Coats Grove, Míchigan, un adolescente con problemas de manejo de la ira llamado Bobby Rich discute con su padrastro Phil sobre el trabajo en el jardín. Bobby finalmente se lanza a un huerto cercano para evadir a Phil, pero este último lo persigue. Más tarde, la madre de Bobby, Patti, entra en el huerto y encuentra a Phil muerto, y su cuerpo enterrado casi por completo en un charco de barro. Un Bobby aterrorizado está al lado del cuerpo.
Fox Mulder (David Duchovny) y Dana Scully (Gillian Anderson) investigan el crimen. Scully cree que Bobby mató a su padrastro atrayéndolo a una trampa. Patti repudia esta hipótesis, argumentando que cuando llegó parecía que Bobby estaba tratando de ayudar a Phil en lugar de hacerle daño. Mulder y Scully se encuentran con la terapeuta de Bobby, Karin Matthews, quien les dice que el chico ha sido abusado físicamente. A pesar de la evidencia de lo contrario, Mulder comienza a creer que Bobby es inocente.
Bobby se encuentra con su compañera de clase Lisa Baiocchi. Al igual que Bobby, Lisa asiste a sesiones de terapia con Matthews ya que su padre, Eugene, es abusivo. Bobby le dice a Lisa que no debe soportar más abusos de Eugene. Cuando Lisa regresa a casa, su padre le dice enojado que deje de ver a Bobby. De repente, un apéndice misterioso con forma de brazo irrumpe por la ventana y lo arrastra hacia afuera. Al día siguiente, Scully examina el cuerpo y concluye que fue empujado por la ventana. Sin embargo, Mulder cree que lo arrastraron.
Mientras examina el cadáver de Eugene, Mulder encuentra una astilla en su cuello, cuya madera coincide con los árboles fuera de su casa. Mientras continúan investigando el crimen, Mulder y Scully son abordados por un hombre misterioso (George Josef) que afirma que un "hombre malo" está matando los árboles del área. Mientras esto sucede, Matthews lleva a Lisa a su casa alegando que la está protegiendo. Después de que Lisa escucha a Matthews discutiendo con un hombre, baja a la bodega de raíces de Matthews donde encuentra un cadáver. Cuando intenta irse, descubre que la encerraron.
Mulder descubre más tarde que el padre de Matthews fue rescatado de un charco de lodo veinte años antes de los eventos del episodio. Él comienza a sospechar que ella ha cometido un delito, sospecha que aumenta después de que él desentierra el ataúd vacío de su padre. Más tarde, el hombre misterioso de antes le dice a Mulder que la muerte del padre de Matthews terminó con una plaga que había estado matando árboles en la ciudad.
La tía de Lisa viaja a la casa de Matthews para recuperar a su sobrina, pero Matthews la mata, quien se revela que tiene una personalidad dividida engendrada por el abuso de su propio padre. Esto también le ha dado poder para controlar los árboles en el área. Más tarde, Mulder y Scully registran la casa de Matthews y encuentran el misterioso cadáver en el sótano, que se dan cuenta de que es el cuerpo del padre de Matthews, así como a Lisa ilesa. Mientras tanto, Matthews va a la casa de Bobby y lo persigue hasta el huerto. Los agentes aparecen poco después y tanto Mulder como Bobby casi se ahogan en el barro. El hombre misterioso aparece de repente y corta la cabeza de Matthews con un hacha, acabando con su poder sobre los árboles.

## Producción

### Concepción y escritura
«Schizogeny» fue escrito por Jessica Scott y Mike Wollaeger, su primer trabajo para la serie. Debido a que fue el primer episodio de Scott y Wollaeger, «Schizogeny» tomó mucho tiempo para escribirse y, según el productor ejecutivo Frank Spotnitz, «pasó por muchas, muchas encarnaciones y versiones». Debido a la trama y el escenario del episodio, se hizo conocido sarcásticamente como «The Killer Tree Episode» entre el elenco y el equipo. El título del episodio es un término biológico para la creación de caries al separar las células existentes.

### Reparto

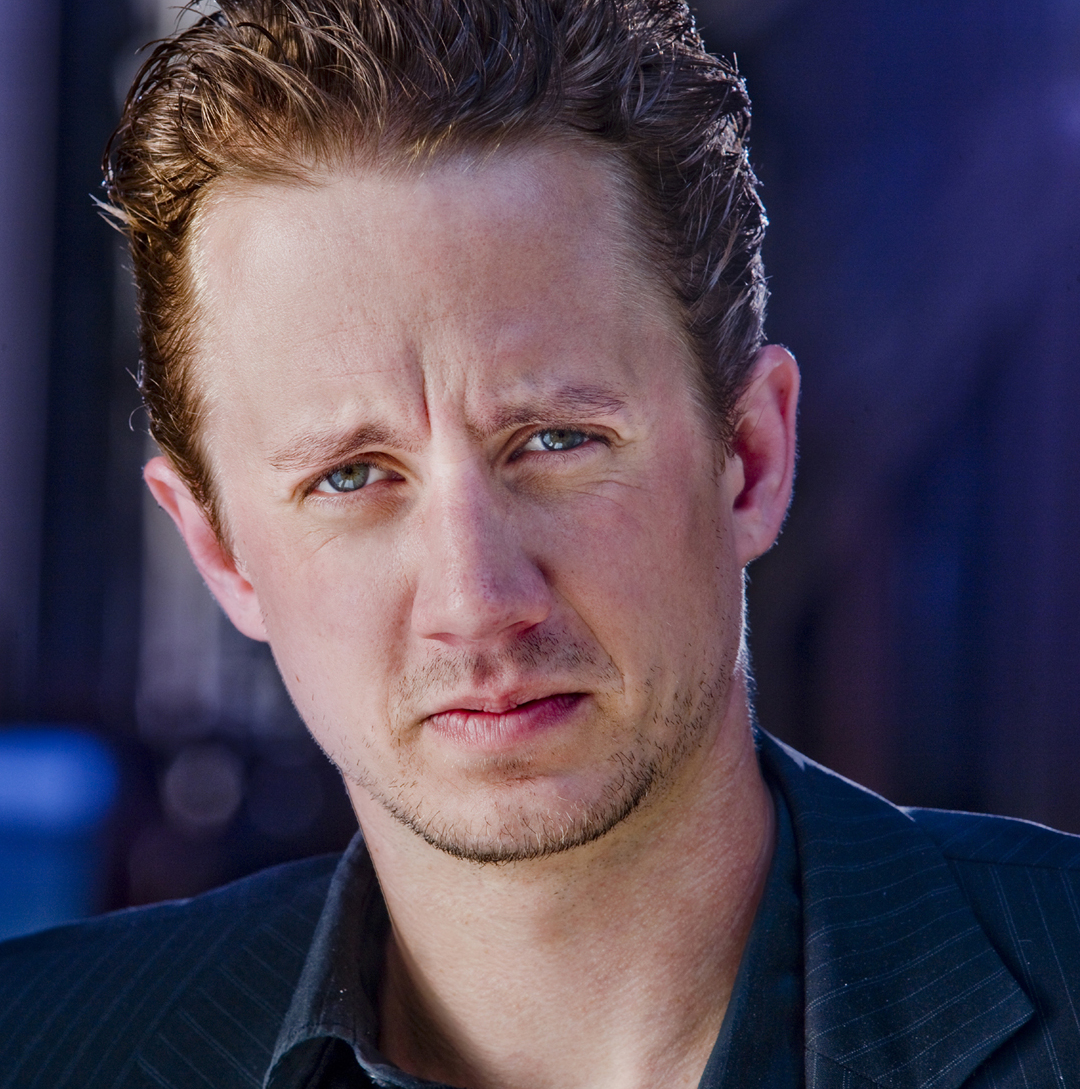
Chad Lindberg fue elegido como Bobby Rich.

Katharine Isabelle, quien interpretó a Lisa Baiocchi, era la hija de Graeme Murray, el diseñador de producción de The X-Files. Kate Robbins, quien interpretó a la tía de Lisa, Linda, había aparecido previamente en el episodio de la tercera temporada «D.P.O.».  A David Duchovny también se le pidió que sobregrabara una línea: durante la escena en la que Mulder le dice a Scully el apodo de Bobby, Duchovny originalmente dijo «Dickweed». El departamento de estándares y prácticas de Fox se opuso al término e hizo que el programa cambiara el nombre a «Dorkweed».

### Ambientación y música
Si bien gran parte de «Schizogeny» se filmó en un huerto real llamado Hazelgrove Farms cerca de Fort Langley, Columbia Británica, las escenas de lodo que se hundía se filmaron en un estudio de Lion's Gate que estaba equipado con más de 200 avellanos. El pozo de lodo estaba hecho de un gran tanque lleno de tierra, musgo Sphagnum y agua. La mezcla se calentó para que los actores no tuvieran frío durante el rodaje. La toma que pedía que el cuerpo sin vida de Karin Matthews se hundiera en el lodo requería que una doble fuera bajada lentamente al pozo, lo que requería que el equipo le suministrara oxígeno, dada la profundidad del tanque. Toby Lindala y su departamento de arte crearon todos los accesorios utilizados en el episodio, incluidas las raíces de los árboles en movimiento y el cadáver del padre de Karin Matthews.
Varios de los lugares de rodaje fueron elegidos por su proximidad a grandes árboles. La casa de Lisa, por ejemplo, estaba al lado de un gran sauce, que estaba equipado con una rama de árbol falsa de seis metros de largo para darle una sensación más amenazadora. La rama de un árbol que ataca el automóvil de Mulder era una rama de un árbol que se había desprendido y caído en terrenos del gobierno. Los productores obtuvieron el permiso del gobierno canadiense para recuperar la rama y luego la levantaron en el aire antes de dejarla caer en un auto de policía retirado. Después del truco, Nigel Habgood, el coordinador de autos de la serie, renovó el auto y luego se reutilizó en el episodio «Kill Switch».
Mark Snow, compositor de la serie, estaba particularmente orgulloso de la música que escribió para el episodio, que sintió que «complementaba» el «aura maravillosa... oscura» del episodio. Él atribuye la sensación ominosa de su banda sonora final a su uso de instrumentos de viento de madera sintetizados.

## Emisión y recepción
«Schizogeny» se estrenó en la cadena Fox el 11 de enero de 1998. Este episodio obtuvo una calificación Nielsen de 12,9, con una participación de 19, lo que significa que aproximadamente el 12,9 por ciento de todos los hogares equipados con televisión y el 19 por ciento de los hogares que ven televisión, sintonizaron el episodio. Fue visto por 21,37 millones de espectadores.
El episodio recibió críticas mixtas a negativas de los críticos, y varios críticos lo calificaron como uno de los peores episodios de la serie. Francis Dass de New Straits Times Press se refirió a él como «uno de los episodios más débiles» de la quinta temporada. La crítica de The A.V. Club, Emily St. James, le dio a «Schizogeny» una D- y escribió que «“Schizogeny” podría ser el peor episodio de The X-Files», y señaló que «el tono [del episodio] esta apagado». Además, St. James sintió que «cuanto más intentan Scott y Wollaeger continuar explicando esto y vincularlo con la idea del abuso infantil, menos logra el poder o la tragedia que quieren que tenga». Starpulse, en un resumen de los mejores y peores episodios y villanos de la serie, nombró a los árboles asesinos como el peor monstruo de la semana y escribió, «[“Schizogeny”] demostró que incluso los escritores de X-Files pueden aparecer completamente secos en sus escalofríos a veces».
Robert Shearman y Lars Pearson, en su libro Wanting to Believe: A Critical Guide to The X-Files, Millennium & The Lone Gunmen, calificaron el episodio con tres estrellas y media de cinco. Los dos escribieron positivamente sobre la primera parte del episodio y señalaron que «el director Ralph Hemecker [trae] lo inquietante a primer plano, y [hace] de esta una porción más honesta y aterradora de un archivo X de lo que se ha ofrecido en mucho tiempo». Shearman y Pearson, sin embargo, argumentaron que las referencias del episodio a Psycho y su «falta de explicación» dan como resultado que el episodio se acerque a los «sinsentidos». Paula Vitaris de Cinefantastique le dio al episodio una crítica mixta y le dio dos estrellas de cuatro. Ella escribió: «La trama de “Schizogeny” está más enredada que el sistema raíz paranormal del episodio, pero debajo hay algunos temas poderosos».